# Полония (футбольный клуб, Новы-Томысль)
«Полония» (пол. Polonia Nowy Tomyśl) — польский футбольный клуб из города Новы-Томысль, выступающий во Второй лиге.

## История
Основан в 1922. Большую часть своей истории выступал в региональных или любительских лигах Польши. В 1958 году впервые пробился в Третью лигу, являвшуюся третьей по силе в польском чемпионате. В 1992 году повторил это достижение, однако впоследствии растерял преимущество и опустился в региональную лигу шестого уровня. В XXI веке значительно повысил уровень игры и в 2004 году пробился в Четвёртую лигу, затем в 2008 году — в Третью лигу, в 2010 году — во Вторую лигу.

## Последние сезоны
| Сезон   | Лига                                                                 | Позиция | Очки | Разница мячей | Примечания |
| ------- | -------------------------------------------------------------------- | ------- | ---- | ------------- | ---------- |
| 2002/03 | Окружная лига (группа «Познань»)                                     | 2       | 60   | 60:35         |            |
| 2003/04 | Окружная класа (группа «Познань»)                                    | 1       | 60   | 54:28         | повышение^ |
| 2004/05 | Четвёртая лига (группа «Великопольское воеводство, север»)           | 5       | 47   | 66:39         |            |
| 2005/06 | Четвёртая лига (группа «Великопольское воеводство, север»)           | 4       | 49   | 56:47         |            |
| 2006/07 | Четвёртая лига (группа «Великопольское воеводство, север»)           | 10      | 43   | 44:48         |            |
| 2007/08 | Четвёртая лига (группа «Великопольское воеводство, север»)           | 3       | 62   | 63:24         |            |
| 2008/09 | Третья лига (группа «Куявско-Поморское и Великопольское воеводства») | 8       | 42   | 40:39         |            |
| 2009/10 | Третья лига (группа «Куявско-Поморское и Великопольское воеводства») | 1       | 65   | 70:29         | повышение^ |
| 2010/11 | Вторая лига (Западная группа)                                        |         |      |               |            |